# Aleksandropolis (gmina)
Aleksandropolis (gr. Δήμος Αλεξανδρούπολης, Dimos Aleksandrupolis) – gmina w Grecji, w administracji zdecentralizowanej Macedonia-Tracja, w regionie Macedonia Wschodnia i Tracja, w jednostce regionalnej Ewros. W 2011 roku liczyła 72 959 mieszkańców. Powstała 1 stycznia 2011 roku w wyniku połączenia dotychczasowych gmin: Aleksandropolis, Trajanupoli i Feres. Siedzibą gminy jest Aleksandropolis, a siedzibą historyczną jest Wira.